# Salon.com

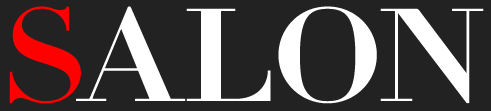

Salon.com은 살롱 미디어 그룹이 운영하는 온라인 뉴스 사이트이다. 1995년 11월 20일에 데이비드 탤벗에 의해 시작되었다. 미국의 정치나 시사 관련 주제, 음악, 책, 영화 비평을 중심으로 다루고있다.